# Pterocles gutturalis
Pterocles gutturalis là một loài chim trong họ Pteroclidae.